# Charles Roos
 (juillet 2019).
Si vous disposez d'ouvrages ou d'articles de référence ou si vous connaissez des sites web de qualité traitant du thème abordé ici, merci de compléter l'article en donnant les références utiles à sa vérifiabilité et en les liant à la section « Notes et références ».
Pour les articles homonymes, voir Roos.
Karl Roos (également Carl Roos, en français Philippe-Charles Roos), né le 7 septembre 1878 à Surbourg (Alsace-Lorraine) et mort le 7 février 1940 à Champigneulles, à côté de Nancy, est un enseignant et un homme politique alsacien. Après 1918 et le retour à la France des territoires cédés à l'Allemagne en 1871, il rejoint le mouvement autonomiste et devient conseiller municipal de Strasbourg en 1929 puis conseiller général du Bas-Rhin en 1931. Il est fusillé pour « avoir livré des renseignements d'ordre militaire à une puissance étrangère » durant la drôle de guerre.

## Jeunesse
Karl-Philipp Roos naît le 7 septembre 1878 à Surbourg, à côté de Wissembourg dans le nord de l'Alsace alors que l'Alsace et une partie de la Lorraine sont devenues le Reichsland Elsaß-Lothringen (Terre de l'Empire), possession indivise des États membres de l'Empire allemand.
Il fréquente l'école primaire de Nordhouse, l'école moyenne de Sélestat et enfin le collège épiscopal de Strasbourg. Brillant élève, il continue ses études à l'université de Fribourg-en-Brisgau dans le pays de Bade où il obtient en 1903 un doctorat en soutenant une thèse sur « les vocables étrangers dans les dialectes alsaciens ».
Durant son service militaire il se porte volontaire pour être officier de l’armée allemande : en Allemagne, comme en France, le volontariat est exigé pour devenir officier.

## Carrière

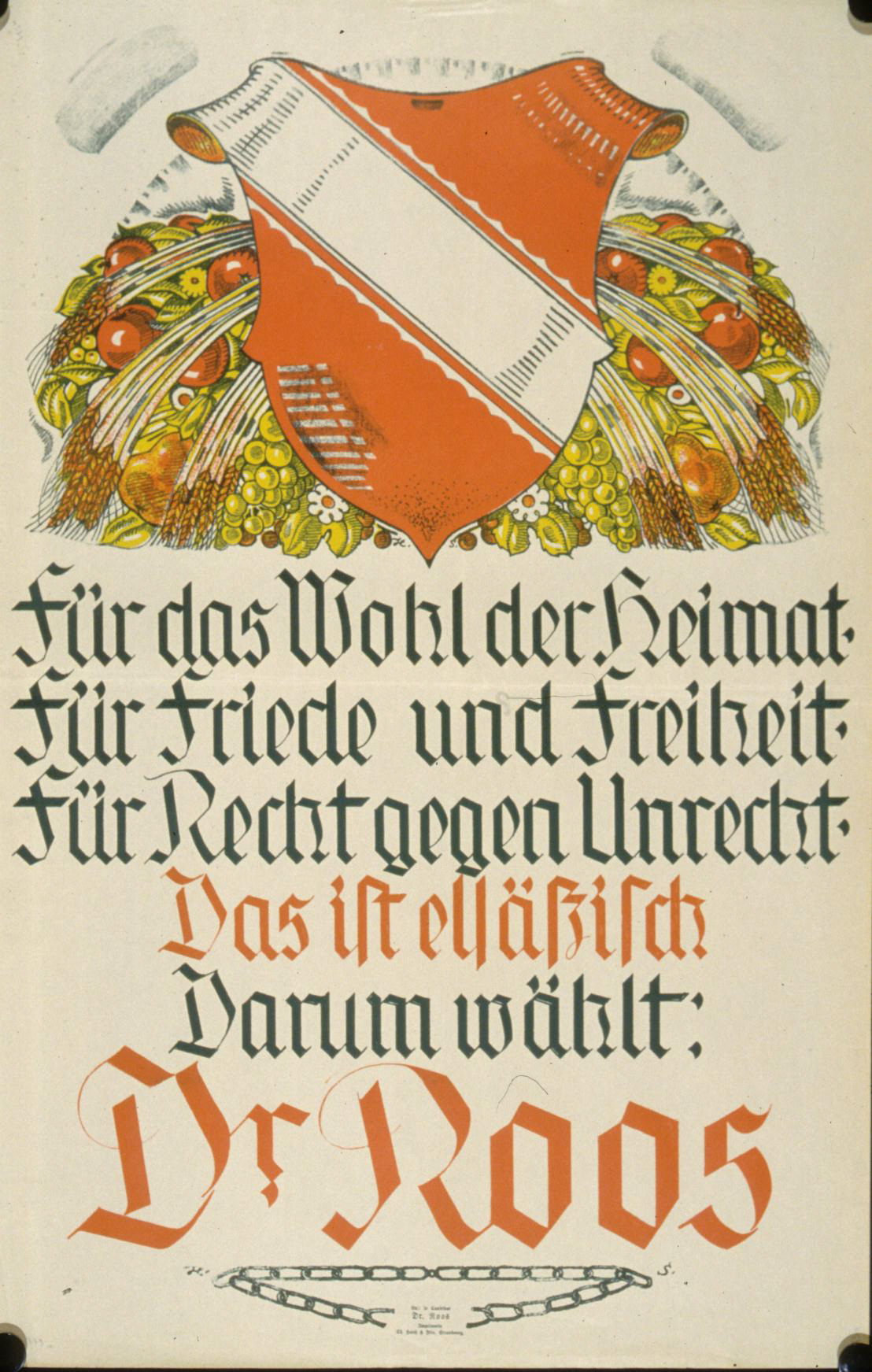
Affiche électorale de Charles Roos.

Roos enseigne alors d'abord à Barr, puis à Sainte-Marie-aux-Mines, à Bochum, et à Cologne. Une obscure affaire l'aurait conduit à donner sa démission quelques mois avant la guerre.
En 1914, Karl Roos, alors âgé de 36 ans, n’est plus mobilisable. Dès août 1914, Karl Roos s’engage néanmoins pour la durée de la guerre. Il participe au siège d’Anvers et sa conduite au feu lui vaudra d’être décoré de la Eiserne Kreuz (Croix de Fer) de 1re classe. La Eiserne Kreuz de 1re classe est à l’époque, la plus haute distinction militaire de l’armée allemande, accordée à moins de 10 % des combattants. 
Après la guerre, Karl Roos ouvre et dirige le collège Roos à Strasbourg, un collège germanophone, tentant de mener en sens inverse, l’action francophile de la comtesse de Pourtalès durant l’annexion. Les lois françaises écartaient tout naturellement de l’enseignement, les individus notoirement francophobes. Règle que les Allemands avaient eux-mêmes appliquée sans aucun scrupule en 1870, rompant tous les contrats des instituteurs alsaciens. Karl Roos, qui ne respecte pas mieux cette interdiction que d’autres prescriptions administratives, a quelques soucis avec l’administration. C’est tout simplement la faillite qui mettra rapidement un terme à son collège. Quand les Alsaciens envoient leurs enfants en « Vieille France » pour réapprendre la langue et la culture françaises, interdites depuis 47 ans, la tentative germanophile de Karl Roos a peu de chance de succès.
En 1924, il est alors nommé par l'administration française inspecteur des Écoles des mines domaniales de la Sarre vieille terre prussienne (le traité de Versailles avait accordé à la France la propriété des mines de charbon de ce territoire allemand), mais il démissionne en 1926 et obtient sa retraite.

## Action politique
Les idées autonomistes ont pris naissance en Alsace vers 1890, durant l’annexion. Il s’agissait de se libérer du statut de colonie indivise des États de l’Empire allemand (Reichsland = Terre de l’Empire), l’opposition absolue manifestée depuis 1871 ayant démontré son inefficacité. Il en sortira notamment le théâtre dialectal et les très nombreuses satires, jouées encore actuellement, mais dont l’origine et la motivation en sont complètement perdues de vue. Le 2 novembre 1918, à Berlin, quelques Vieux-Allemands et Alsaciens germanophiles reprennent cette idée d’autonomie alsacienne à leur compte et lancent le mouvement politique autonomiste « pour que les Français trouvent une noix dure ».
Karl Roos se consacre alors à la lutte contre la francisation de l'Alsace. Très tôt d'ailleurs il avait soutenu une thèse dans laquelle il s'élevait contre l'influence française qui abâtardissait selon lui, l'âme alsacienne et il se félicitait de la voir reculer dans les jeunes générations. En février 1927, il est nommé secrétaire général du Heimatbund (Alliance patriotique), alors l'une des plus importantes institutions du mouvement autonomiste alsacien-lorrain, où il succède à Jean Keppi. Jugeant le mouvement trop modéré, en novembre 1927 il crée la Unabhängige Landespartei, qui adopte un programme résolument autonomiste. Le « Comité des minorités nationales de France », créé à l'initiative de Paul Schall en 1927, encourage donc les autonomistes catalans, bretons, flamands et corses à devenir séparatistes. L’Allemagne qui s’était toujours opposée à l’autonomie alsacienne durant l’annexion accorde son soutien financier, tous gouvernements confondus, de la République de Weimar jusqu’au nazisme de 1919 à 1940. Les problèmes commencent alors rapidement et débouchent sur le procès de Colmar en mai et juin 1928. Qualifié par les autonomistes de « simulacre », ce procès vise simplement à condamner les séparatistes alsaciens. Les Français ne sont pas dupes mais l'accusation manque de preuves décisives.
Ayant fui à Bâle en Suisse, avant le procès, Karl Roos est condamné par contumace à 15 années de forteresse. Un an plus tard le 8 novembre 1928, il rentre clandestinement en Alsace pour participer à un meeting qui réunit communistes et autonomistes ; le lendemain, il se constitue prisonnier mais est acquitté lors d'un nouveau procès en révision à Besançon du 10 au 22 juin 1929. Avant sa libération et pendant ses sept mois de détention préventive, il est élu au conseil municipal de Strasbourg mais refuse d'être élu maire pour laisser la place au communiste Charles Hueber. En 1931, il entre au Conseil général du Bas-Rhin, dont il devient vice-président.
Après la prise de pouvoir des Nazis en  Allemagne en 1933, Roos commença à s'intéresser de plus en plus à la vision nationale-socialiste du monde. La Landespartei, qui comptait environ 300 membres avec les groupes régionaux principaux en Alsace du Nord à la frontière avec le Palatinat et à Strasbourg d’après les sources dont nous disposons, était organisée d’après le « Führerprinzip » : les cadres (« Vertrauensmänner ») devaient être confirmés par le président du parti, Roos. Un moment ce dernier caressa aussi la pensée d'organiser un groupe de protection (Schutztruppe), pour protéger les réunions autonomistes. À l’automne 1933, Roos entreprit un voyage assez long en Europe centrale et prit contact avec les organisations des minorités germanophones au Tyrol du Sud et en Tchécoslovaquie. Après l’Anschluss et la crise des Sudètes en 1938, la Landespartei sous la direction de Roos prit sans cesse pour thème dans ses organes de presse le droit des peuples et la libre disposition d’elles-mêmes pour les minorités nationales et de façon de plus en plus manifeste ne cessa de prendre parti pour l'Allemagne nationale socialiste. Mais de cette façon, le parti et son président se marginalisaient de plus en plus dans la population alsacienne. Il perdit alors l'appui des autonomistes modérés, qui en 1933 ne le reconduisirent pas dans ses fonctions de vice-président et, s'il fut réélu au conseil municipal de Strasbourg en 1935 (où l’autonomiste Hueber dut laisser la mairie au républicain Charles Frey), il perdit en 1937 son siège de conseiller général au profit du socialiste Marcel-Edmond Naegelen. Entretemps, en 1936, il n'avait pu se faire élire député à Strasbourg.

## La fin
Le 4 février 1939, Karl Roos est à nouveau arrêté et incarcéré sous l'accusation d'espionnage à la prison militaire de Nancy. Le procès débute le 23 octobre 1939, l'accusation étant la suivante : « espionnage au profit de l'ennemi ». Comme c'est souvent le cas dans les affaires d'espionnage, les preuves effectives de sa culpabilité manquaient (Robert Ernst, maire allemand de Strasbourg entre 1940 et 1944 lors de l'annexion de l'Alsace, en apportera quelques-unes dans ses Confessions écrites en 1945). On produisit alors une photographie qui le montrait revêtu de l'uniforme d'officier de la SA et faisant le salut hitlérien.
Ses sympathies pour le nazisme ne faisaient aucun doute pour les Français, même si l'on aurait pu arguer devant un tribunal en temps de paix qu'il n'était nullement hostile à la France mais plutôt favorable à l'Allemagne. Le 26 octobre, il fut donc condamné à mort par le tribunal militaire de la 20e région militaire, à Nancy, mais on attendit le 7 février 1940 pour l'exécuter à Champigneulles, près de Nancy, en essayant entre-temps de le faire chanter pour qu'il invente des « preuves » permettant d'inculper d'autres autonomistes.
Revenus triomphants en Alsace, en juin 1940, les Allemands tinrent à faire de lui un héros national, symbole de la « résistance alsacienne à l'oppression française ». Son nom fut d'ailleurs le seul ajouté à la liste des membres d'honneur des martyrs du mouvement national-socialiste (Ehrenliste der Ermordeten der Bewegung) pour l'année 1940. Le 19 juin 1941, ses restes furent solennellement transportés au Hunebourg, une ruine médiévale restaurée avant guerre avec l'argent de la fondation allemande Toepfer, dont Friedrich Spieser avait fait un haut lieu du « germanisme », et la place Kléber à Strasbourg fut débaptisée pour devenir la Karl-Roos-Platz.
À la Libération, compte tenu de la récupération politique de son exécution par la propagande nazie, son cercueil fut jeté au bas de la tour du Hunebourg en signe de représailles par un groupe d'Alsaciens des villages voisins. Eclatant en arrivant au sol, il livre son contenu[réf. nécessaire] : des pierres et des gravats, devant lesquels se sont respectueusement inclinés, durant 4 ans, les Allemands et les germanophiles. En France, dans les cas extrêmement rares où la sépulture pourrait devenir un facteur de troubles, la dépouille du condamné n’est (ou n’était) pas rendue à la famille, mais inhumée anonymement dans un cimetière non précisé, à seule fin de préserver l’ordre public en empêchant toutes manifestations inopportunes. Cette pratique rarissime date de la monarchie.

## Commentaires d'historiens au sujet du procès
« Ce n'était pas seulement un crime judiciaire mais également une énorme sottise du point de vue politique, car on avait ainsi créé un martyr du germanisme en Alsace. » Lothar Kettenacker en 1973.
« On ne peut toujours pas dire avec certitude s'il s'agissait d'un assassinat judiciaire ou si Roos avait effectivement espionné et avait donc été légalement condamné. » Karl-Heinz Rothenberger en 1975.
« Le tribunal ne put jamais prouver que Roos avait espionné. » Jean-Claude Streicher en 1982.
« Les Français n'avaient pas la preuve de sa culpabilité. » Bernard Vogler en 1997.
« (…) il est difficile de trancher (le cas Roos), au moins aussi longtemps que les archives de la justice militaire resteront fermées aux historiens. » Léon Strauss en 1998.
« Il s'agit de l'un des procès politiques les plus iniques de l'histoire de France. » François Waag en 2013.

## Littérature
En 2012, l'écrivaine Viviane Janouin-Benanti publie aux éditions L'àpart : Le double visage du Dr Karl Roos, nid d'espions en Alsace-Lorraine (réédité en 2016 aux éditions 3E). Comme il est précisé dès les premières pages de l'ouvrage, il s'agit d'un roman qui « s'inspire de faits réels ». En effet, mettant en scène des personnages historiques comme Charles Roos, Robert Ernst ou le résistant Joseph Weill, l'auteure use de sa liberté de création et invente des situations qui ne correspondent pas à la réalité historique et pour lesquelles le roman ne fournit d'ailleurs aucune source.
Le texte de présentation, en quatrième de couverture, raconte qu'Hitler aurait chargé Robert Ernst de « recruter » en Alsace, il qualifie Karl Roos d'« arme secrète du IIIe Reich » et affirme qu'il est « devenu national-socialiste ». Il attribue également au docteur Joseph Weill la création, avant 1939, d'une « résistance juive opérationnelle » et d'un « puissant réseau de renseignements » en Alsace. Toutes ces affirmations relèvent bien de la fiction puisque aucune source historique ne peut venir les étayer.

## Œuvres
- Die Fremdwörter in den elsässischen Mundarten. Ein Beitrag zur elsässischen Dialektforschung. Heitz, Straßburg, 1903
- Politik und Gewaltpolitik in Elsaß-Lothringen. Eine Schrift zur Lehr und Wehr; aus Anlaß der Autonomistenverfolgung um Weihnachten 1927. Fricke, Zürich, 1928
- Unser Elsässerditsch (Schriften des Elsässischen Volksbildungsvereins 1). Strassburg, 1938
- Unser Elsaß in Haushumor und Spruchweisheit. Hünenburg-Verlag, Neuweiler, 1940
- La Politique française en Alsace-Lorraine NEL-Verlag, Straßburg, 2020 (Ce livre est une traduction en français de l'ouvrage de 1928 Politik und Gewaltpolitik..., traduction : Karl Goschescheck) (ISBN 9798646050930)